# Gracias Por La Musica
Gracias Por La Musica je album švedskog sastava ABBA. Ponukan uspjehom u zemljama Latinske Amerike njihovih pjesama "Chiquitita" i "I Have a Dream" koje su snimili na španjolskom jeziku, sastav odlučuje prepjevati još osam pjesama na španjolski jezik. Album je izdan samo za tržište Latinske Amerike.

## Popis pjesama
- Strana A

1. "Gracias Por La Música" ("Thank You for the Music") – 3:49
2. "Reina Danzante" a.k.a. "La Reina Del Baile" ("Dancing Queen")  – 4:02
3. "Al Andar" ("Move On") – 4:44
4. "¡Dame! ¡Dame! ¡Dame!" ("Gimme! Gimme! Gimme! (A Man After Midnight)") – 4:51
5. "Fernando" – 4:17

- Strana B

1. "Estoy Soñando" ("I Have A Dream") – 4:38
2. "Mamma Mia" – 3:34
3. "Hasta Mañana" – 3:09
4. "Conociéndome, Conociéndote" ("Knowing Me, Knowing You") – 4:04
5. "Chiquitita" – 5:30